# Braunschweiger Turn- und Sportverein Eintracht von 1895 1999-2000
Questa voce raccoglie le informazioni riguardanti il Braunschweiger Turn- und Sportverein Eintracht von 1895 nelle competizioni ufficiali della stagione 1999-2000.

## Stagione
Nella stagione 1999-2000 l'Eintracht Braunschweig, allenato da Reinhold Fanz, concluse il campionato di Regionalliga nord al 3º posto.

## Rosa
| N. |                        | Ruolo | Calciatore        |
| -- | ---------------------- | ----- | ----------------- |
| 1  | Germania (bandiera)    | P     | Uwe Zimmermann    |
| 2  | Germania (bandiera)    | P     | Jan Spoelder      |
| 3  | Germania (bandiera)    | D     | Bernd Eigner      |
| 4  | Camerun (bandiera)     | D     | Serge Branco      |
| 5  | Germania (bandiera)    | D     | Frank Meißner     |
| 6  | Germania (bandiera)    | D     | Markus Küpper     |
| 8  | Germania (bandiera)    | C     | Claus Grzeskowiak |
| 9  | Stati Uniti (bandiera) | A     | Jacob Thomas      |
| 10 | Serbia (bandiera)      | A     | Milos Kolakovic   |
| 11 | Germania (bandiera)    | A     | Dirk Weetendorf   |
| 12 | Brasile (bandiera)     | C     | Everson           |
| 13 | Albania (bandiera)     | C     | Rrustem Podvorica |
| 14 | Germania (bandiera)    | C     | Matthias Henze    |

| N. |                     | Ruolo | Calciatore          |
| -- | ------------------- | ----- | ------------------- |
| 15 | Germania (bandiera) | C     | Dieter Hecking      |
| 17 | Germania (bandiera) | C     | Tobias Rau          |
| 18 | Germania (bandiera) | A     | René Deffke         |
| 19 | Tunisia (bandiera)  | D     | Fahed Dermech       |
| 20 | Polonia (bandiera)  | A     | Piotr Tyszkiewicz   |
| 22 | Germania (bandiera) | C     | Niels Mackel        |
| 23 | Germania (bandiera) | C     | Kosta Rodrigues     |
| 24 | Germania (bandiera) | C     | Mirko Burgdorf      |
| 26 | Nigeria (bandiera)  | A     | Victor Siasia       |
| 27 | Germania (bandiera) | P     | Sascha Kirschstein  |
| 30 | Germania (bandiera) | D     | Frank Edmond        |
|    | Germania (bandiera) | C     | Tobias Oteng-Mensah |
|    | Serbia (bandiera)   | A     | Vladan Milovanović  |

## Organigramma societario
Area tecnica
- Allenatore: Reinhold Fanz
- Allenatore in seconda:
- Preparatore dei portieri:
- Preparatori atletici:
- Analisi video:

## Calciomercato

### Sessione estiva
| Acquisti | Acquisti        | Acquisti          | Acquisti |
| R.       | Nome            | da                | Modalità |
| -------- | --------------- | ----------------- | -------- |
| C        | Everson         | RWD Molenbeek     |          |
| A        | Victor Siasia   | Werder Brema U19  |          |
| D        | Frank Edmond    | Lokomotive Lipsia |          |
| D        | Bernd Eigner    | Arminia Bielefeld |          |
| C        | Dieter Hecking  | Hannover 96       |          |
| A        | Milos Kolakovic | Arminia Bielefeld |          |
| D        | Markus Küpper   | S.F. Ricklingen   |          |
| D        | Jürgen Losekam  | Neukirchen        |          |
| P        | Uwe Zimmermann  | Wolfsburg         |          |

| Cessioni | Cessioni         | Cessioni        | Cessioni |
| R.       | Nome             | a               | Modalità |
| -------- | ---------------- | --------------- | -------- |
| A        | Sven Simonsen    | Oldenburg       |          |
| C        | Thoralf Bennert  | Holstein Kiel   |          |
| C        | Marco Dehne      | Cloppenburg     |          |
| P        | Mathias Hain     | Greuther Fürth  |          |
| A        | Daniel Jurgeleit | Holstein Kiel   |          |
| D        | Thomas Pfannkuch | Reutlingen      |          |
| A        | Jasmin Samardžic | Orijent         |          |
| C        | Andreas Winkler  | Magdeburgo      |          |
| C        | Armando Zani     | Rot-Weiss Essen |          |

### Sessione invernale
| Acquisti | Acquisti          | Acquisti     | Acquisti |
| R.       | Nome              | da           | Modalità |
| -------- | ----------------- | ------------ | -------- |
| D        | Fahed Dermech     | TeBe Berlino |          |
| C        | Claus Grzeskowiak | Göttingen    |          |
| A        | Dirk Weetendorf   | Werder Brema |          |

| Cessioni | Cessioni       | Cessioni   | Cessioni |
| R.       | Nome           | a          | Modalità |
| -------- | -------------- | ---------- | -------- |
| C        | Thorsten Kohn  | TuS Celle  |          |
| D        | Jürgen Losekam | Neukirchen |          |

## Risultati

### Regionalliga nord

#### Girone di andata
| 1º agosto 1999, ore 18:00 CEST 1ª giornata | Lüneburger | 0 – 1 | Eintracht Braunschweig |  |

| 6 agosto 1999, ore 20:00 CEST 2ª giornata | Eintracht Braunschweig | 2 – 0 | Arminia Hannover |  |

| 14 agosto 1999, ore 14:00 CEST 3ª giornata | Göttingen | 0 – 2 | Eintracht Braunschweig |  |

| 22 agosto 1999, ore 19:00 CEST 4ª giornata | Eintracht Braunschweig | 1 – 1 | Osnabrück |  |

| 28 agosto 1999, ore 14:30 CEST 5ª giornata | Meppen | 3 – 1 | Eintracht Braunschweig |  |

| 1º settembre 1999, ore 20:00 CEST 6ª giornata | Eintracht Braunschweig | 1 – 2 | Bremerhaven FC |  |

| 12 settembre 1999, ore 15:00 CEST 7ª giornata | Norderstedt | 1 – 0 | Eintracht Braunschweig |  |

| 17 settembre 1999, ore 19:30 CEST 8ª giornata | Eintracht Braunschweig | 3 – 2 | Amburgo II |  |

| 25 settembre 1999, ore 14:30 CEST 9ª giornata | Holstein Kiel | 0 – 1 | Eintracht Braunschweig |  |

| 2 ottobre 1999, ore 13:00 CEST 10ª giornata | Eintracht Braunschweig | 1 – 1 | Werder Brema II |  |

| 10 ottobre 1999, ore 15:00 CEST 11ª giornata | Cloppenburg | 1 – 1 | Eintracht Braunschweig |  |

| 16 ottobre 1999, ore 14:30 CEST 12ª giornata | Eintracht Braunschweig | 2 – 2 | Lubecca |  |

| 23 ottobre 1999, ore 14:30 CEST 13ª giornata | Oldenburg | 1 – 3 | Eintracht Braunschweig |  |

| 29 ottobre 1999, ore 19:30 CEST 14ª giornata | Eintracht Braunschweig | 2 – 0 | Wilhelmshaven |  |

| 7 novembre 1999, ore 14:30 CET 15ª giornata | Eintracht Nordhorn | 1 – 0 | Eintracht Braunschweig |  |

| 12 novembre 1999, ore 19:30 CET 16ª giornata | Eintracht Braunschweig | 4 – 2 | St. Pauli II |  |

| 20 novembre 1999, ore 14:30 CET 17ª giornata | TuS Celle | 2 – 2 | Eintracht Braunschweig |  |

#### Girone di ritorno
| 26 novembre 1999, ore 20:00 CET 18ª giornata | Eintracht Braunschweig | 1 – 1 | Lüneburger |  |

| 4 dicembre 1999, ore 14:00 CET 19ª giornata | Arminia Hannover | 1 – 2 | Eintracht Braunschweig |  |

| 11 dicembre 1999, ore 14:30 CET 20ª giornata | Eintracht Braunschweig | 3 – 0 | Göttingen |  |

| 4 febbraio 2000, ore 20:00 CET 21ª giornata | Osnabrück | 0 – 1 | Eintracht Braunschweig |  |

| 12 febbraio 2000, ore 14:30 CET 22ª giornata | Eintracht Braunschweig | 5 – 0 | Meppen |  |

| 20 febbraio 2000, ore 15:00 CET 23ª giornata | Bremerhaven FC | 0 – 4 | Eintracht Braunschweig |  |

| 26 febbraio 2000, ore 14:30 CET 24ª giornata | Eintracht Braunschweig | 2 – 0 | Norderstedt |  |

| 5 marzo 2000, ore 15:00 CET 25ª giornata | Amburgo II | 2 – 1 | Eintracht Braunschweig |  |

| 10 marzo 2000, ore 19:30 CET 26ª giornata | Eintracht Braunschweig | 1 – 1 | Holstein Kiel |  |

| 18 marzo 2000, ore 14:00 CET 27ª giornata | Werder Brema II | 0 – 0 | Eintracht Braunschweig |  |

| 24 marzo 2000, ore 19:30 CET 28ª giornata | Eintracht Braunschweig | 3 – 0 | Cloppenburg |  |

| 1º aprile 2000, ore 14:30 CEST 29ª giornata | Lubecca | 1 – 1 | Eintracht Braunschweig |  |

| 14 aprile 2000, ore 19:30 CEST 30ª giornata | Eintracht Braunschweig | 3 – 0 | Oldenburg |  |

| 28 aprile 2000, ore 20:00 CEST 31ª giornata | Wilhelmshaven | 0 – 1 | Eintracht Braunschweig |  |

| 5 maggio 2000, ore 19:30 CEST 32ª giornata | Eintracht Braunschweig | 5 – 3 | Eintracht Nordhorn |  |

| 14 maggio 2000, ore 15:00 CEST 33ª giornata | St. Pauli II | 0 – 5 | Eintracht Braunschweig |  |

| 19 maggio 2000, ore 19:30 CEST 34ª giornata | Eintracht Braunschweig | 4 – 0 | TuS Celle |  |

## Statistiche

### Statistiche di squadra
| Competizione      | Punti | In casa | In casa | In casa | In casa | In casa | In casa | In trasferta | In trasferta | In trasferta | In trasferta | In trasferta | In trasferta | Totale | Totale | Totale | Totale | Totale | Totale | DR  |
| Competizione      | Punti | G       | V       | N       | P       | Gf      | Gs      | G            | V            | N            | P            | Gf           | Gs           | G      | V      | N      | P      | Gf     | Gs     | DR  |
| ----------------- | ----- | ------- | ------- | ------- | ------- | ------- | ------- | ------------ | ------------ | ------------ | ------------ | ------------ | ------------ | ------ | ------ | ------ | ------ | ------ | ------ | --- |
| Regionalliga nord | 69    | 17      | 11      | 5       | 1       | 43      | 15      | 17           | 9            | 4            | 4            | 26           | 13           | 34     | 20     | 9      | 5      | 69     | 28     | +41 |
| Totale            | 69    | 17      | 11      | 5       | 1       | 43      | 15      | 17           | 9            | 4            | 4            | 26           | 13           | 34     | 20     | 9      | 5      | 69     | 28     | +41 |

### Andamento in campionato
| Giornata  | 1 | 2 | 3 | 4 | 5 | 6 | 7 | 8 | 9 | 10 | 11 | 12 | 13 | 14 | 15 | 16 | 17 | 18 | 19 | 20 | 21 | 22 | 23 | 24 | 25 | 26 | 27 | 28 | 29 | 30 | 31 | 32 | 33 | 34 |
| --------- | - | - | - | - | - | - | - | - | - | -- | -- | -- | -- | -- | -- | -- | -- | -- | -- | -- | -- | -- | -- | -- | -- | -- | -- | -- | -- | -- | -- | -- | -- | -- |
| Luogo     | T | C | T | C | T | C | T | C | T | C  | T  | C  | T  | C  | T  | C  | T  | C  | T  | C  | T  | C  | T  | C  | T  | C  | T  | C  | T  | C  | T  | C  | T  | C  |
| Risultato | V | V | V | N | P | P | P | V | V | N  | N  | N  | V  | V  | P  | V  | N  | N  | V  | V  | V  | V  | V  | V  | P  | N  | N  | V  | N  | V  | V  | V  | V  | V  |
| Posizione | 6 | 3 | 2 | 2 | 4 | 6 | 8 | 7 | 6 | 6  | 8  | 7  | 7  | 5  | 7  | 6  | 6  | 6  | 6  | 6  | 5  | 5  | 4  | 4  | 5  | 5  | 5  | 4  | 5  | 4  | 4  | 4  | 4  | 3  |

Legenda:

Luogo: C = Casa; T = Trasferta. Risultato: V = Vittoria; N = Pareggio; P = Sconfitta.